# Ne partez pas sans moi
Ne partez pas sans moi (с фр. — «не уходите без меня») — песня-победитель Евровидения-1988 в исполнении Селин Дион, представлявшей Швейцарию.
Композиция вышла как сингл в Европе 6 мая 1988 года, причём за первые два дня было продано более 200 тыс. копий. Кроме того, она была помещена на вторую сторону сингла «D’abord, c’est quoi l’amour?» в Канаде. Также песня включена на альбомы The Best Of (европейское издание) и Incognito (франкоязычное издание).
Также Дион записала версию песни на немецком языке под названием «Hand in Hand».
| №  | Название                                | Длительность |
| -- | --------------------------------------- | ------------ |
| 1. | «Ne partez pas sans moi»                | 3:07         |
| 2. | «Ne partez pas sans moi» (instrumental) | 3:07         |

| №  | Название                      | Длительность |
| -- | ----------------------------- | ------------ |
| 1. | «Hand in Hand»                | 3:08         |
| 2. | «Hand in Hand» (instrumental) | 3:07         |

## Чарты
| Чарт (1988)           | Высшая позиция |
| --------------------- | -------------- |
| Belgian Singles Chart | 11             |
| Dutch Singles Chart   | 42             |
| French Singles Chart  | 36             |
| Swiss Singles Chart   | 11             |